# グレート・カッスル・ハウス
グレート・カッスル・ハウス（英: Great Castle House）は、ウェールズのモンマス城の一角にある建築物であり、以前はタウンハウスだった。第1級文化財指定建造物であり、モンマス・ヘリテイジ・トレイルにある24の建築物のうちの一つである。これはモンマスの中心であるアジンコート・スクエアから外れた、カッスル・ヒルに位置する。
「内と外に素晴らしい威風を備えた建物」と表現されるこの建物は、ウェールズ及び境界自治領 (Council of Wales and the Marches, (en)) の首長 (Lord President) だった第3代ウースター侯ヘンリー・サマセットのために1673年に建てられた。後に巡回裁判所として使われたが、その機能は改築されたシャイア・ホールへ1725年に移った。19世紀からはモンマスシャー王立工兵連隊（民兵部隊）の本部となり、また連隊博物館が置かれている。

## 歴史と建築
自治領の首長に任ぜられたウースター侯は、自らの地位に相応しい居城がその辺境に必要だと考えた。この建物は元来、そこで生活するのではなく、儀式や公務で使われることを意図していた。設計者は不明である。建材には、ピンクと灰色のまだらをした旧赤色砂岩のブロックが使われており、おそらく大部分は、イングランド内戦後に部分的に若しくは完全に破壊されたモンマス城の門楼と大塔 (Great Tower)（後年その大部分は再建された）の石材を再利用している。城の遺構は、グレート・カッスル・ハウス正面の中庭の左手隅にある。
優雅に装飾された出入口を備える建物正面は、正確な左右対称になっている。両翼は、19世紀に追加されたものである。屋内、特にその漆喰仕上げは「驚くばかりのもの」と形容される。2階には贅沢に装飾された天井を持つ大部屋がある。これは元々5つの部屋だったものを、大法廷として1部屋にしたものである。漆喰の大部分は旅回りの職人が標準的な手法で仕上げているが、当初侯爵の私室だった部屋は、リボンで結ばれて垂れ下がった花網で豪華かつ華美に飾られていた。
グレート・カッスル・ハウスを建てた直後に、ウースター侯はボーフォート公爵家を創始し、さらに大きな屋敷が必要になった。まずトロイ・ハウス、次いでバドミントン・ハウスが建てられ、グレート・カッスル・ハウスは巡回裁判所として部屋の区画が変えられた。1725年に巡回裁判所がシャイア・ホールに移転すると、グレート・カッスル・ハウスは判事たちの宿泊所となった。（また一部は下水管工に賃貸された。）しかし後に彼らは町中のより狭い宿泊所に移り、1760年頃からは上流階級向けの女学校に使われた。
1853年に建物は、国防義勇軍の伝統ある連隊であり後にモンマスシャー王立工兵連隊となる民兵部隊の本部になった。現在、建物の大部分は連隊本部として使われているが、一部は1989年から小規模な連隊博物館になっており、夏季の午後には一般公開されている。博物館はキングス・ガーデンに向かって開けており、その庭にはモンマス城で生まれたヘンリー5世（1386年-1422年）の時代から植わっていたという植物類もある。

## ギャラリー

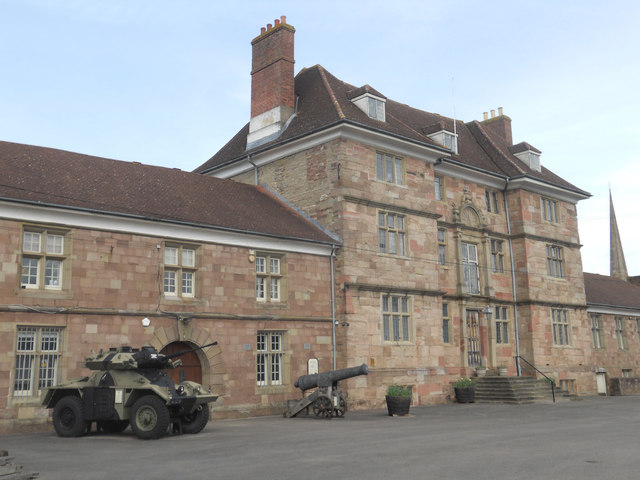
グレート・カッスル・ハウス
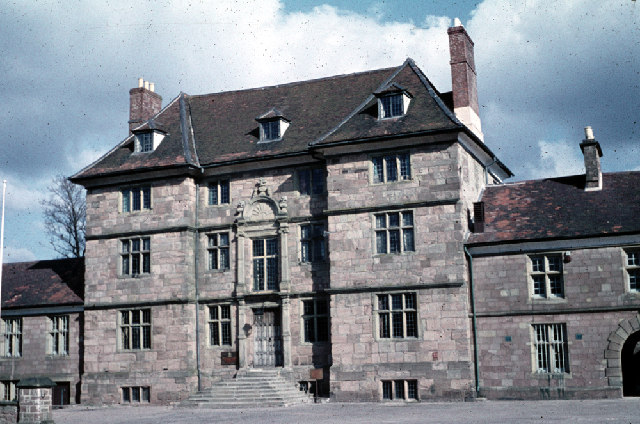
グレート・カッスル・ハウス（1959年）
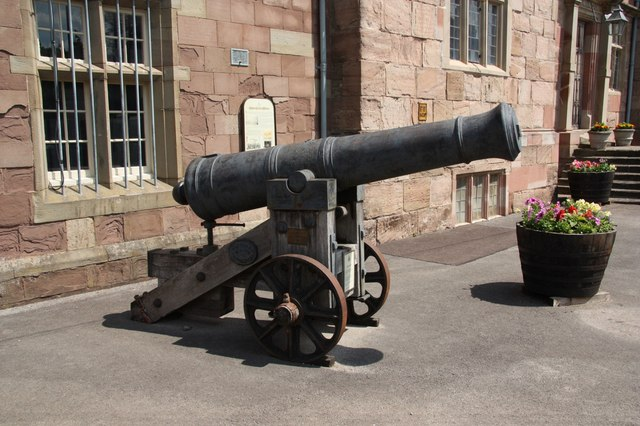
博物館の外に置かれたロシア製の要塞砲
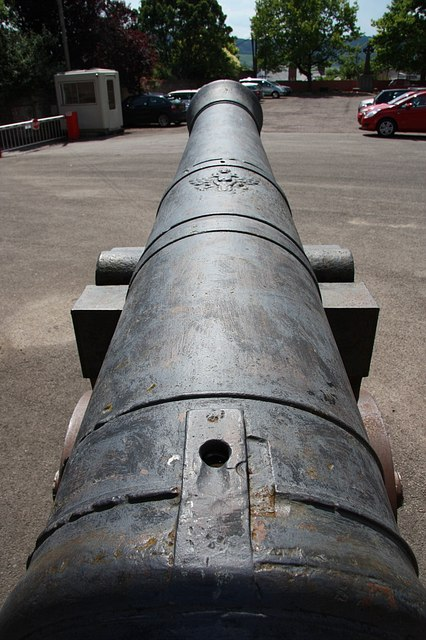
ロシア製要塞砲の砲身
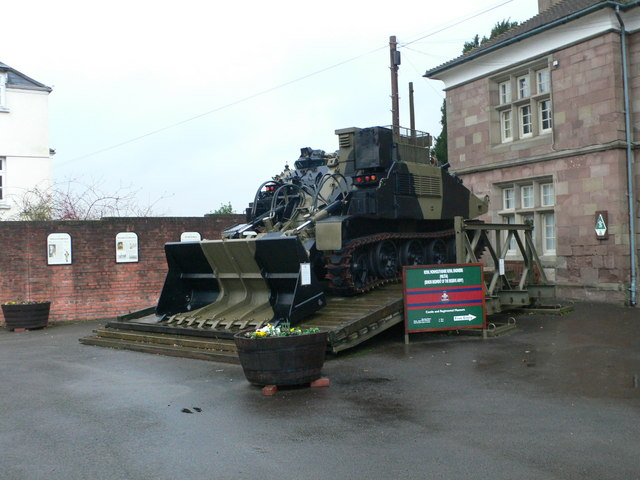
軍用ブルドーザー